# 薄壁箭竹
薄壁箭竹（学名：Fargesia tenuilignea）为禾本科箭竹属下的一个种。

## 扩展阅读
- 維基物種上的相關：薄壁箭竹